# Plac Strażacki w Braniewie
Plac Strażacki w Braniewie – plac w Braniewie na lewym brzegu Pasłęki, do II wojny światowej część Starego Miasta.

## Historia

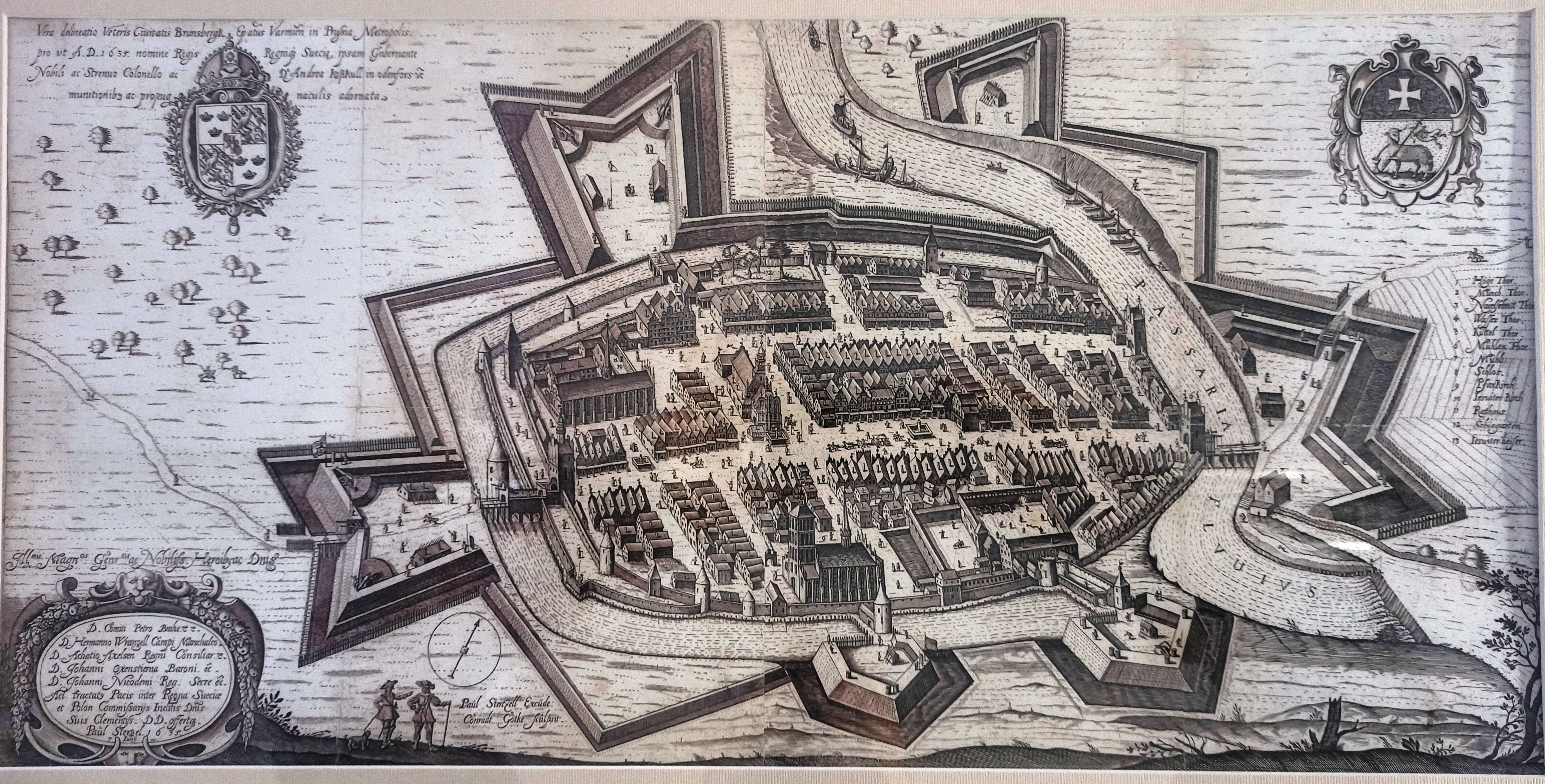
Gęsta zabudowa Starego Miasta, 1635

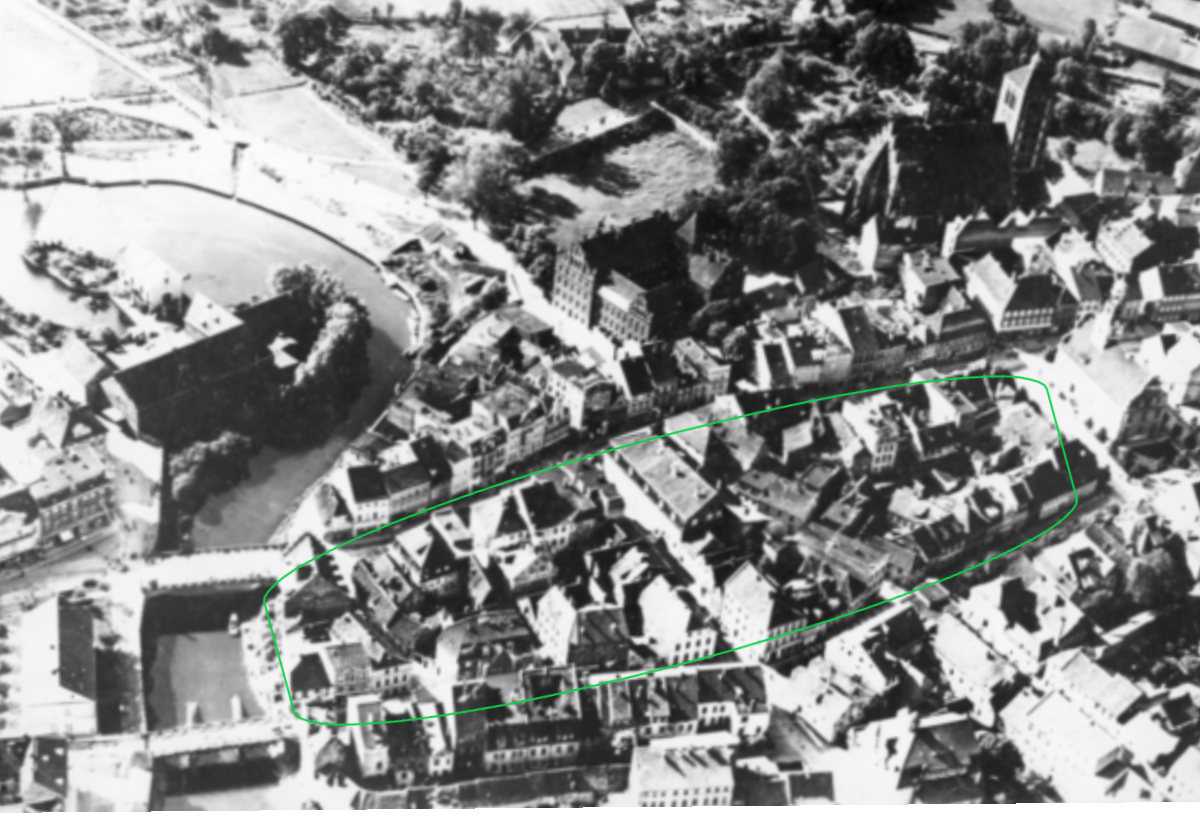
Obszar pl. Strażackiego przed II wojną światową

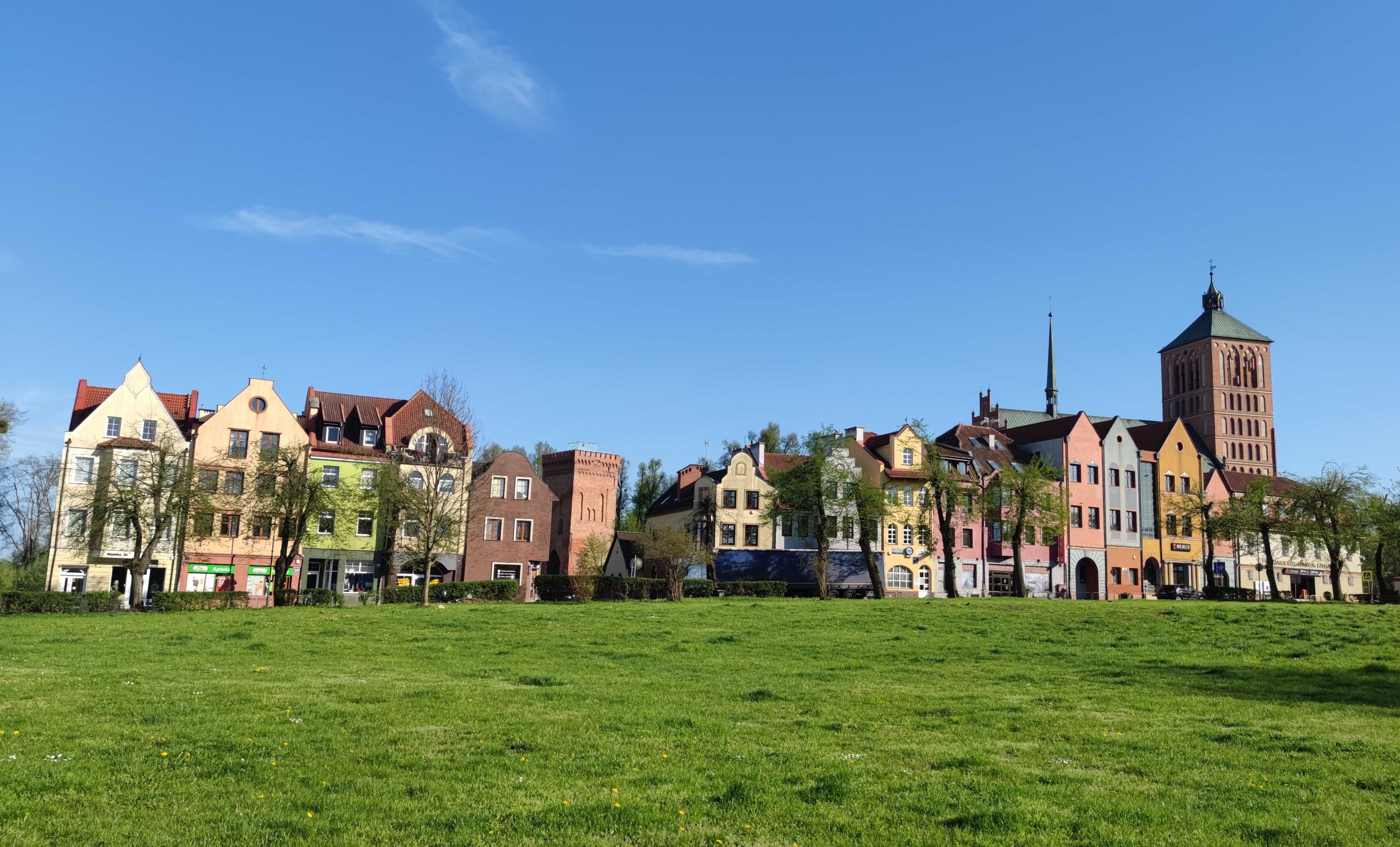
Pusty plac kontrastuje z odbudowaną ul. Gdańską

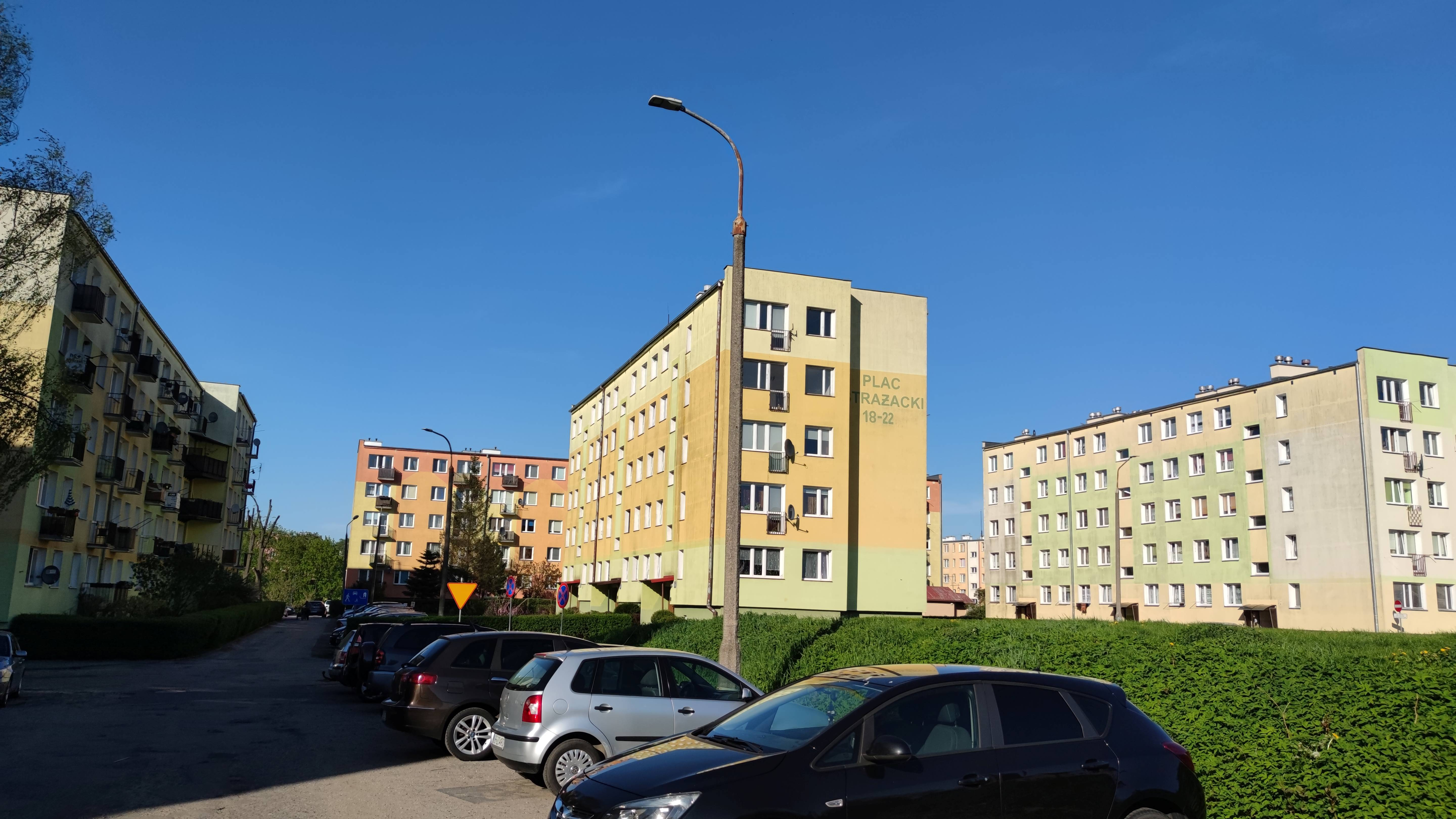
Część zabudowana pl. Strażackiego

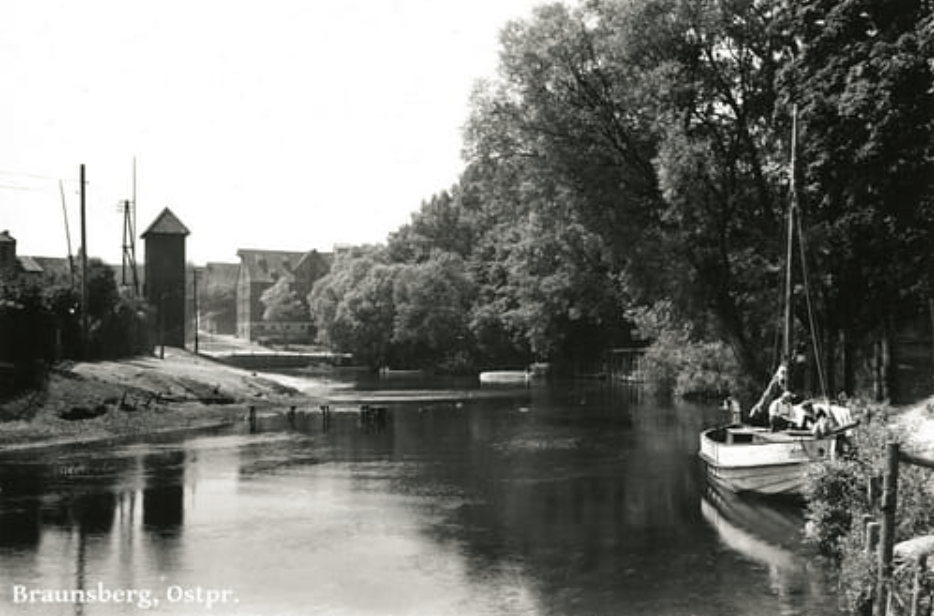
Po lewej wieża strażacka z 1920

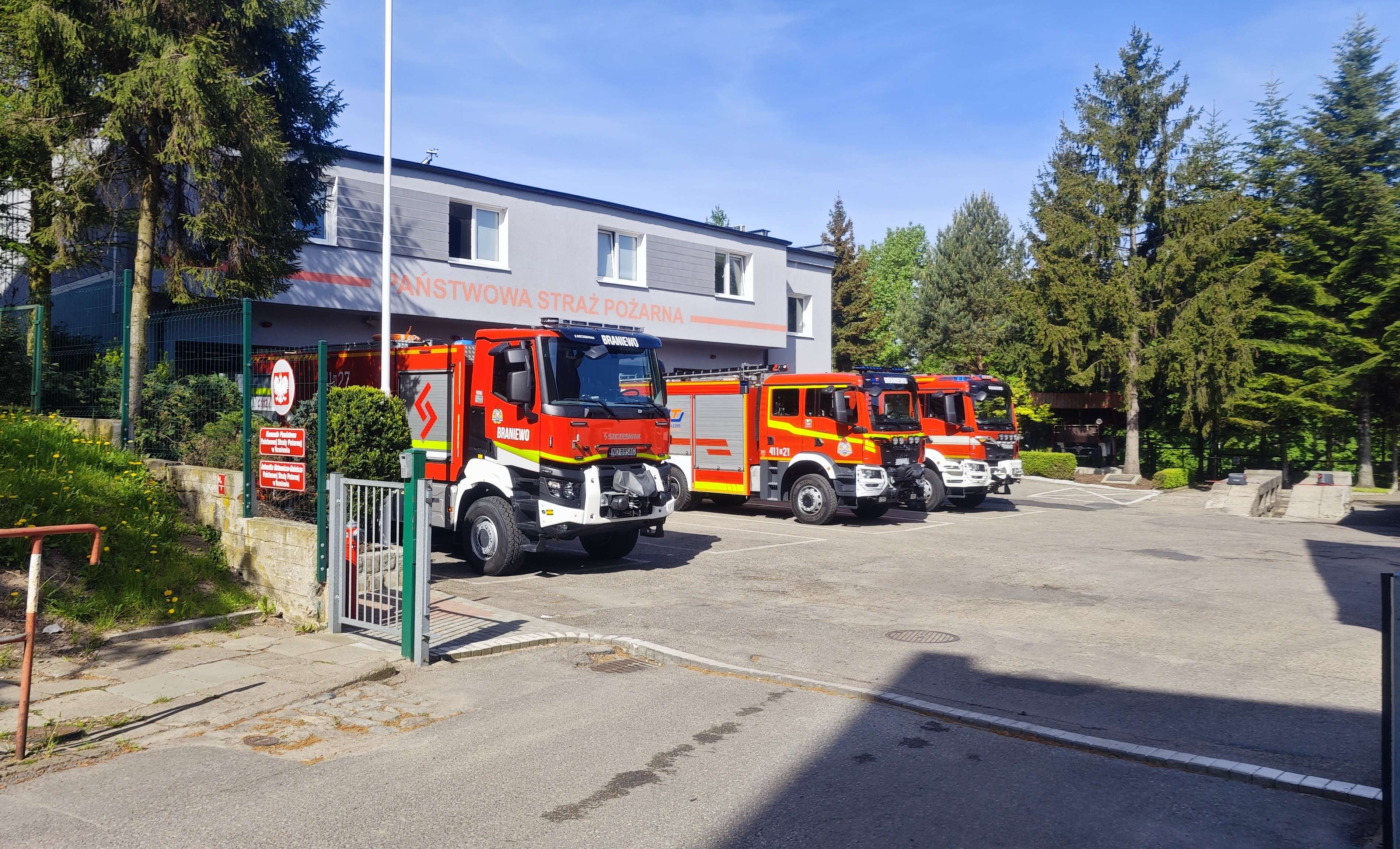
Siedziba PSP, 2024 rok

II wojna światowa dotarła do Braniewa dopiero w 1945 roku. Od ostrzału artyleryjskiego oraz bomb podczas nalotów lotnictwa Armii Czerwonej miasto legło w gruzach (ok. 80–85% zniszczeń), szczególnie mocno zniszczony był kwartał Starego Miasta. Po wojnie wiele budynków, nadających się do obudowy, zostało rozebrane na cegłę, zwłaszcza gdy okazało się, że sprzedaż cegły rozbiórkowej przynosi spory dochód. Gruzy całkowicie zniknęły z pejzażu Braniewa dopiero pod koniec lat 60. XX w.
Wielu budynków, a także ulic nie zostało odbudowanych. Wśród nich znajdowały się m.in. ulice: Feuerstraße, Schmiedestraße, Breitestraße, Junkerstraße, Brückenstraße. Ten kwartał miasta – pomiędzy ratuszem, ul. Gdańską, Hozjusza i rzeką Pasłęka, otrzymał po wojnie nazwę: plac Strażacki.
Część tego kwartału została zabudowana blokami mieszkalnymi. Na pozostałej części utworzono zaś zielony plac, zakrywający piwnice przedwojennych kamienic. Niezabudowana część kryje piwnice 5 kwartałów przedwojennej zabudowy.
14 grudnia 1957 założenie urbanistyczne Starego Miasta, którego znaczną część zajmuje współczesny plac Strażacki, zostało wpisane do wojewódzkiej ewidencji zabytków pod numerem B/237.
Plany odbudowy starówki, jak i ratusza w Braniewie podnoszone są od wielu lat. W 2007 roku rozkopano zielony plac, odkrywając mury zasypanych budynków na wysokości sklepień piwnic. W 2016 przeprowadzone zostały kolejne badania archeologiczne. Po przeprowadzonych badaniach sondażowych plac został ponownie zasypany i wyrównany.

### Plac Strażacki i straż pożarna
Swoją powojenną nazwę plac zawdzięcza położonej przy rzece Pasłęce siedzibie straży pożarnej (nazwy ulicom w Braniewie zostały nadane w roku 1947). Przy pl. Strażackim ma siedzibę zarówno Państwowa Straż Pożarna, jak również Ochotnicza Straż Pożarna w Braniewie. 
Poświadczenia istnienia w tym miejscu strażnicy strażackiej sięgają co najmniej roku 1920. Wtedy to, jak podaje komunikat w sprawozdaniu rady miasta, po wieloletnich staraniach miejscowej OSP (Freiwillige Feuerwehr Braunsberg) wybudowana została przy Werftplatz nad Pasłęką (w tym samym miejscu, co współczesna siedziba strażaków) strażnica-remiza oraz wieża strażacka. Ze wględu na brak trwalszych materiałów budowlanych obie konstrukcje wykonane zostały z drewna. Wojenną pożogę przetrwała tylko wieża strażacka, remiza została spalona.
Po wojnie OSP została utworzona w Braniewie w 1946 roku. Przez krótki okres stacjonowała przy ul. Kościuszki 78, ale zastęp ćwiczył i tak na terenie byłej spalonej remizy i w ocalałęj wieży-wspinalni. Wkrótce Urząd Miasta przydzielił też na potrzeby OSP budynek mieszkalny przy pl. Strażackim 6 (rozebrany w latach 70. XX w.). W 1949 podjęto decyzję o wybudowaniu na miejscu spalonej przedwojennej remizy nowej, murowanej siedziby straży pożarnej. Budowę ukończono w roku 1952. W latach 60. rozebrana została przedwojenna drewniana wieża strażacka. 
Z dniem 1 kwietnia 1950 powołano ponadto Komendę Powiatową Straży Pożarnych w Braniewie, na mocy uchwalonej przez Sejm PRL ustawy z dnia 4 lutego 1950 r. o ochronie przeciwpożarowej i jej organizacji, również PSP ostatecznie znalazło siędzibę obok OSP, pod tym samym adresem – plac Strażacki 2.